# Giáo hoàng Sergiô III
Sergiô III (Latinh: Sergius III) là vị giáo hoàng thứ 119 của Giáo hội Công giáo. Sau khi Giáo hoàng Lêô V qua đời vào tháng 9 năm 903, ông được đưa lên làm Giáo hoàng.
Theo niên giám tòa thánh năm 1861 thì Sergius đắc cử Giáo hoàng vào năm 904 và cai quản giáo hội trong 7 năm. Niên giám tòa thánh năm 2003 xác định triều đại của ông kéo dài từ ngày 29 tháng 1 năm 904 cho tới ngày 14 tháng 4 năm 911.
Sergius sinh tại Rôma. Ông là một trong những hồng y can dự vào việc báng bổ thi hài Đức Formosus. Đạo luật đầu tiên của ông là huỷ bỏ toàn bộ các đạo luật phục hồi cho Giáo hoàng Formosus.
Ông cho xây lại đền thờ Thánh Joannes Lateranus bị hoả hoạn thiêu rụi. Sergius III chủ trương bảo vệ quyền lợi Giáo hội, chống lại các lãnh chúa phong kiến. Lần đầu tiên, mũ ba tầng xuất hiện trên huy hiệu Giáo hoàng của ông.
Trong thời gian đầu, giáo triều bị chi phối bởi hai mẹ con bà Theodora và Marozia, là vợ và con gái của nguyên lão nghị viện Theophilaco, người nắm toàn quyền hành chính lẫn quân sự ở Roma từ năm 900-915.
Trong thời gian này luân lý suy đồi trầm trọng, người ta cho ông có quan hệ xác thịt với Marozia và các phụ nữ khác. Ông tư tình và có con với Marozia sinh ra Giáo hoàng Gioan XI tương lai. Théodora, Marozia và chị cô ta "đã làm cho ghế của Giáo hoàng đầy rẫy hư hoại, khiến cung điện của Giáo hoàng trở thành một ổ bất lương." Lịch sử gọi tình trạng đó là xưởng kỹ chính trị (pornocratie), hoặc "quyền cai trị của bọn đàn bà xấu nết."
Giáo hoàng Sergius III được cho là cha đẻ của Giáo hoàng John XI, người được sinh ra bởi Marozia theo Liutprand of Cremona trong cuốn Antapodosis (Lindsay Brook, "Popes and pornocrats: Rome in the Early Middle Ages") cũng như trong danh mục các Giáo hoàng (Liber Pontificalis).
Tuy nhiên, cần lưu ý rằng điều này ngay từ đầu đã xung đột với những nguồn khác, nhà viết sử biên niên Flodoard (khoảng 894 – 966) cho rằng: John XI là anh trai của Alberic II sau này, con đẻ của Marozia và chồng của bà là Alberic I. Do đó John cũng có thể là con trai của Marozia và Alberic I.
Bertrand Fauvarque nhấn mạnh rằng văn bản sao chép đương thời này rất đáng nghi ngờ, Liutprand có xu hướng thiên về việc "phóng đại hóa", trong khi đó những đề cập khác liên quan đến cương vị làm cha này dường như được viết nên bởi một nhà trào phúng ủng hộ cố Giáo hoàng Formosus (891-896). (Fauvarque, Bertrand (2003). "De la tutelle de l'aristocratie italienne à celle des empereurs germaniques". In Y.-M. Hilaire (Ed.), Histoire de la papauté, 2000 ans de missions et de tribulations. Paris:Tallandier. ISBN 2-02-059006-9, p. 163).